# Primærrute 40
De Primærrute 40 is een hoofdweg in Denemarken. De weg loopt van Frederikshavn naar Skagen. De Primærrute 40 loopt over het eiland Vendsyssel-Thy en is ongeveer 45 kilometer lang. De weg loopt grotendeels parallel met de spoorlijn Frederikshavn - Skagen.